# Ibañismo

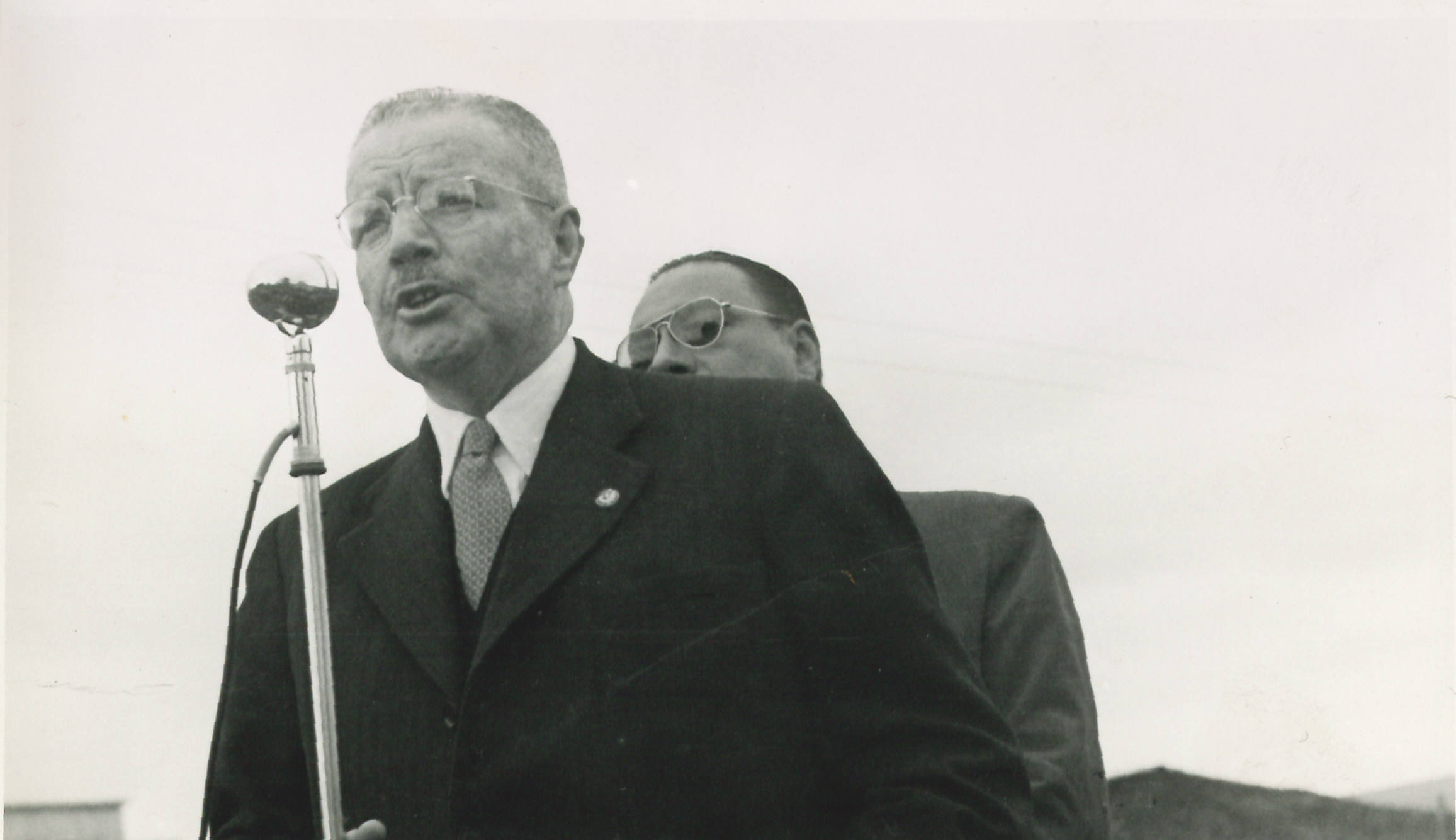
Carlos Ibáñez del Campo durante la campaña de la elección presidencial de 1952.

El ibañismo es una corriente política personalista desarrollada en torno a la figura del general Carlos Ibáñez del Campo, quien gobernó en Chile durante dos períodos (1927-1931 y 1952-1958). A pesar de que su ubicación dentro del espectro político es bastante difusa, dado que hubo partidos y movimientos tanto de derecha como de  izquierda que se definieron como ibañistas, se pueden apreciar características comunes en estos que permiten agruparlos dentro de un pensamiento afín: estatismo, populismo, militarismo, autoritarismo, socialismo de cátedra, nacionalismo, presidencialismo, protofascismo, entre otros.

## Historia

### Nacimiento y auge

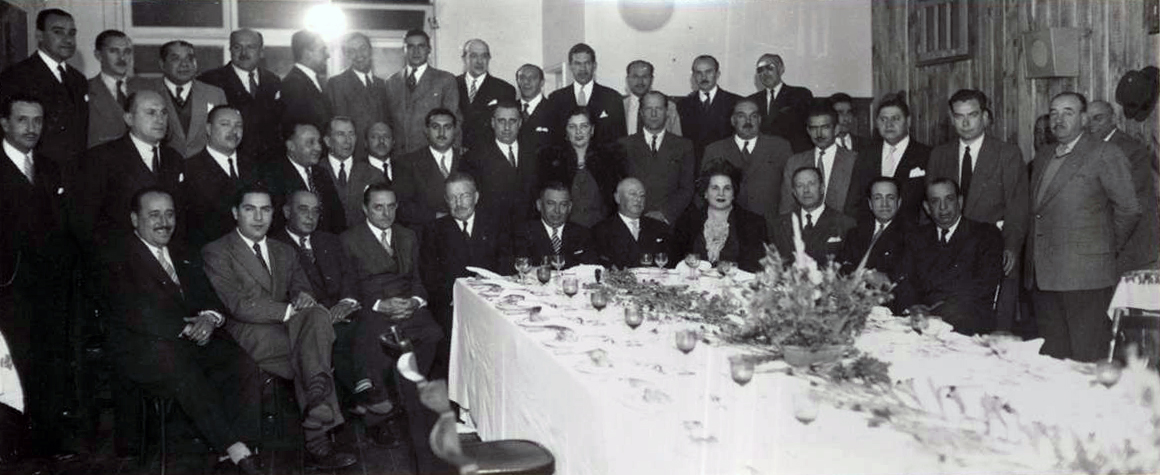
Carlos Ibáñez del Campo junto al Partido Agrario Laborista (PAL) en 1949.

En la década de 1930 aparecieron las primeras agrupaciones ibañistas como la Alianza Popular Libertadora, la cual era integrada por socialistas y nacistas. Sin embargo, hasta 1952 el ibañismo no lograría superar el 12%.
En 1952, Carlos Ibáñez ganó sorpresivamente la elección presidencial, pues nadie le daba una real posibilidad de ser elegido, debido a su independencia y a la carencia de apoyo político, dado que los partidos que lo apoyaban eran el Partido Agrario Laborista (PAL) y el Partido Socialista Popular (PSP), que apenas sumaban 20 diputados y un 12.5% del electorado.
La victoria de Ibáñez fue un verdadero "terremoto político", que tenía como explicación la decepción de los votantes con los partidos políticos y en especial por el desencanto con el radicalismo. Las consecuencias de esto sería que en las elecciones parlamentarias de 1953, el ibañismo obtuvo el 41% y 62 diputados electos, mientas los partidos más tradicionales (Partido Liberal, Partido Conservador Unido y Partido Radical de Chile) bajaran sus escaños en el parlamento y en las votaciones.

### Decadencia
El gran problema del ibañismo es que se dividía en 14 agrupaciones, entre ellas las más fuertes eran PSP y PAL, sin embargo estos partidos se volvieron cada vez más desordenados y en algunos casos (como el PSP) hasta opositores, lo que acabó con el fracaso de Ibáñez, que en la elecciones de 1957 obtuvo apenas 20 diputados. 
En la elección presidencial de 1958 los movimientos ibañistas se repartieron entre los distintos candidatos. El más beneficiado fue el demócratacristiano Eduardo Frei Montalva, que recibió el apoyo del PAL. El antiguo PSP, reunificado con el PS desde 1957, levantó la candidatura de Salvador Allende. Los pequeños grupos de derecha, en tanto, se reunieron en los Comandos Populares y en la Alianza de Partidos y Fuerzas Populares para respaldar al independiente de derecha Jorge Alessandri, quien finalmente resultó elegido.
En 1961 solo existía un grupo ibañista, el Partido Democrático Nacional (PADENA) y que desde 1969 en adelante no obtuvo representación en el Congreso Nacional. La disolución del ibañismo benefició a la izquierda y a la Democracia Cristiana, no a la derecha como muchos pensaron en aquella época, ya que las tendencias políticas del ibañismo siempre fueron ambiguas. 

## Agrupaciones ibañistas
- Confederación Republicana de Acción Cívica
- Alianza Popular Libertadora
- Vanguardia Popular Socialista
- Alianza Nacional del Pueblo
- Federación Nacional de Fuerzas Ibañistas
- Movimiento Nacional Ibañista
- Movimiento Nacional del Pueblo
- Movimiento Republicano
- Partido Femenino de Chile
- Partido Progresista Femenino
- Partido Agrario Laborista
- Unión Nacional de Independientes
- Partido Laborista
- Partido Nacional Araucano
- Partido Nacional Cristiano
- Partido Democrático del Pueblo
- Partido Socialista Popular (entre 1952 y 1954)
- Partido Radical Doctrinario (entre 1952 y 1956)
- Partido Nacional Agrario
- Federación Nacional Popular
- Partido Nacional (entre 1956 y 1958)
- Partido Agrario Laborista Recuperacionista (entre 1957 y 1958)
- Alianza de Partidos y Fuerzas Populares
- Comandos Populares
- Partido Nacional Popular (PANAPO)
- Partido Democrático Nacional (PADENA)
- Acción Nacional